# Qazaqstan Top Division 1997
La Qazaqstan Top Division 1997 è stata la 6ª edizione della massima divisione del calcio kazako.

## Stagione

### Novità
Al termine della stagione 1996, non vi è stata alcuna promozione o retrocessione. Tobyl, Munaıshy, Qaınar e SKİF-Ordabasy sono state estromesse dal campionato per motivi finanziari.
Prima dell'inizio della stagione i seguenti club hanno cambiato denominazione:
- L'Aqtóbemunaı ha cambiato nome in Aqtöbe
- Il Kókshe ha cambiato nome in Avtomobïlïst
- L'Eńbek ha cambiato nome in Ulytaý
- Il Qaısar-Munaý, a metà stagione, ha cambiato denominazione in Qaısar-Hurricane

## Classifica
|                       | Pos. | Squadra           | Pt | G  | V  | N | P  | GF | GS | DR  |
| --------------------- | ---- | ----------------- | -- | -- | -- | - | -- | -- | -- | --- |
| Kazakistan (bandiera) | 1.   | Ertis             | 56 | 26 | 17 | 5 | 4  | 46 | 15 | +31 |
|                       | 2.   | Taraz             | 56 | 26 | 18 | 2 | 6  | 49 | 18 | +31 |
|                       | 3.   | Qairat            | 53 | 26 | 16 | 5 | 5  | 52 | 14 | +38 |
|                       | 4.   | Shahter Qaraǵandy | 52 | 26 | 16 | 4 | 6  | 40 | 22 | +18 |
|                       | 5.   | Vostok Óskemen    | 50 | 26 | 14 | 8 | 4  | 42 | 16 | +26 |
|                       | 6.   | Batır             | 47 | 26 | 15 | 2 | 9  | 38 | 22 | +16 |
|                       | 7.   | Elimaı            | 46 | 26 | 13 | 7 | 6  | 41 | 26 | +15 |
|                       | 8.   | Qaısar-Hurricane  | 44 | 26 | 13 | 5 | 8  | 39 | 23 | +16 |
|                       | 9.   | Astana 1964       | 37 | 26 | 11 | 4 | 11 | 32 | 21 | +11 |
|                       | 10.  | Jiger             | 29 | 26 | 8  | 5 | 13 | 27 | 40 | -13 |
|                       | 11.  | Aqtöbe            | 15 | 26 | 4  | 3 | 19 | 16 | 56 | -40 |
|                       | 12.  | Avtomobïlïst      | 15 | 26 | 5  | 0 | 21 | 23 | 68 | -45 |
|                       | 13.  | Bolat             | 14 | 26 | 3  | 5 | 18 | 13 | 47 | -34 |
|                       | 14.  | Ulytaý            | 4  | 26 | 1  | 1 | 24 | 4  | 74 | -70 |

Legenda:
      Campione del Kazakistan e ammessa al Campionato d'Asia per club 1998-1999
      Ammessa alla Coppa delle Coppe dell'AFC 1998-1999
      Retrocesse in Birinşi Lïga 1998
Note:
Tre punti a vittoria, uno a pareggio, zero a sconfitta.

## Spareggio
| Arbitro: | Kýlakov |

|             |           |  |
| Antonov 54’ | Marcatori |  |